# Henk Wery
Henk Wery (Amersfoort, 10 giugno 1943) è un ex calciatore olandese, di ruolo attaccante.

## Carriera

### Club
Debuttò nel 1963 con il Door Wilskracht Sterk; nel 1964 passa al DOS rimanendovi per quattro stagioni.
Nel 1968 approdò al Feyenoord, contribuendo alla vittoria di tre edizioni dell'Eredivisie, di una KNVB beker, della Coppa dei Campioni 1968-1969 e della Coppa Intercontinentale 1970 (nella quale segnò una rete nella finale di andata).
Nel 1974 si trasferì al Utrecht dove giocò le sue due ultime stagioni professionistiche.

### Nazionale
Con la Nazionale olandese giocò dal 1967 al 1973 un totale di 12 partite segnando 3 reti.

## Palmarès

### Competizioni nazionali
- Campionato olandese: 3

Feyenoord: 1968-1969, 1970-1971, 1973-1974
- Coppa dei Paesi Bassi: 1

Feyenoord: 1968-1969

### Competizioni internazionali
- Coppa dei Campioni: 1

Feyenoord: 1969-1970
- Coppa Intercontinentale: 1

Feyenoord: 1970